# Niederseßmar
Niederseßmar is een plaats en stadsdeel van de gemeente Gummersbach in de Oberbergischer Kreis in Duitsland. Er is een katholieke en een protestantse gemeente in Niederseßmar. 
Niederseßmar hoort bij het traditionele gebied van het Nederfrankische dialect Limburgs. 
Niederseßmar ligt aan de Uerdinger Linie. 